# Австрийско-италианско-френска война
Австро-итало-френската война (наричана на италиански: Seconda guerra d'indipendenza italiana, Втора война за италианската независимост; на френски: Campagne d'Italie de 1859, Италианска кампания в 1859; на немски: Sardinischer Krieg, Сардинската война) е война на Сардинското кралство и Франция срещу Австро-Унгария през 1859 г.
Първият етап от борбата е за обединяването на Италия под върховенството на Пиемонт. Франция се стреми да укрепи своето влияние в Северна Италия.
Войната започва на 29 април и предизвиква подем на национал-освободителното движение в Италия. Въпреки успехите на съюзниците Наполеон III внезапно прекратява военните действия и сключва сепаративно примирие с австрийците на 11 юли.
По Цюрихския договор от 1859 г. Ломбардия е присъединена към Сардинското кралство, Венеция остава под австрийско господство. През 1860 г. Франция получава район Савоя и град Ница.